# 5e étape du Tour d'Espagne 2004
Pour un article plus général, voir Tour d'Espagne 2004.
La 5e étape du Tour d'Espagne 2004 a eu lieu le 7 septembre 2004 entre la ville de Saragosse et celle de Morella sur une distance de 186,5 km. Elle a été remportée par le Russe Denis Menchov (Illes Balears-Banesto) devant deux espagnols, Aitor González (Fassa Bortolo) et Alejandro Valverde (Comunidad Valenciana-Kelme). Manuel Beltran (US Postal Service-Berry Floor) s'empare du maillot de leader du classement général au détriment de son coéquipier le Luxembourgeois Benoît Joachim.

## Classement de l'étape
| \| Classement de l'étape \| Classement de l'étape \| Classement de l'étape \| Classement de l'étape \| Classement de l'étape \| \| Coureur \| Coureur \| Pays \| Équipe \| Temps \| \| --------------------- \| -------------------------- \| --------------------- \| ----------------------------- \| --------------------- \| \| 1er \| Denis Menchov \| Russie \| Illes Balears-Banesto \| 5 h 07 min 44 s \| \| 2e \| Aitor González \| Espagne \| Fassa Bortolo \| + 3 s \| \| 3e \| Alejandro Valverde \| Espagne \| Comunidad Valenciana-Kelme \| + 3 s \| \| 4e \| Leonardo Piepoli \| Italie \| Saunier Duval-Prodir \| + 3 s \| \| 5e \| Carlos Sastre \| Espagne \| CSC \| + 3 s \| \| 6e \| Cadel Evans \| Australie \| T-Mobile \| + 9 s \| \| 7e \| Francisco Mancebo \| Espagne \| Illes Balears-Banesto \| + 9 s \| \| 8e \| Isidro Nozal \| Espagne \| Liberty Seguros \| + 9 s \| \| 9e \| Manuel Beltrán \| Espagne \| US Postal Service-Berry Floor \| + 9 s \| \| 10e \| José Ángel Gómez Marchante \| Espagne \| Costa de Almería-Paternina \| + 9 s \| |                            |           |                               |                 |
| |                            |           |                               |                 |
| |                            |           |                               |                 |
| Classement de l'étape |                            |           |                               |                 |
| Coureur | Coureur                    | Pays      | Équipe                        | Temps           |
| 1er | Denis Menchov              | Russie    | Illes Balears-Banesto         | 5 h 07 min 44 s |
| 2e | Aitor González             | Espagne   | Fassa Bortolo                 | + 3 s           |
| 3e | Alejandro Valverde         | Espagne   | Comunidad Valenciana-Kelme    | + 3 s           |
| 4e | Leonardo Piepoli           | Italie    | Saunier Duval-Prodir          | + 3 s           |
| 5e | Carlos Sastre              | Espagne   | CSC                           | + 3 s           |
| 6e | Cadel Evans                | Australie | T-Mobile                      | + 9 s           |
| 7e | Francisco Mancebo          | Espagne   | Illes Balears-Banesto         | + 9 s           |
| 8e | Isidro Nozal               | Espagne   | Liberty Seguros               | + 9 s           |
| 9e | Manuel Beltrán             | Espagne   | US Postal Service-Berry Floor | + 9 s           |
| 10e | José Ángel Gómez Marchante | Espagne   | Costa de Almería-Paternina    | + 9 s           |

## Classement général
| \| Classement général \| Classement général \| Classement général \| Classement général \| Classement général \| \| Coureur \| Coureur \| Pays \| Équipe \| Temps \| \| ------------------ \| --------------------- \| ------------------ \| ----------------------------- \| ------------------ \| \| 1er \| Manuel Beltrán \| Espagne \| US Postal Service-Berry Floor \| 18 h 47 min 16 s \| \| 2e \| Floyd Landis \| États-Unis \| US Postal Service-Berry Floor \| + 0 s \| \| 3e \| Denis Menchov \| Russie \| Illes Balears-Banesto \| + 4 s \| \| 4e \| Alejandro Valverde \| Espagne \| Comunidad Valenciana-Kelme \| + 9 s \| \| 5e \| Cadel Evans \| Australie \| T-Mobile \| + 16 s \| \| 6e \| Benoît Joachim \| Luxembourg \| US Postal Service-Berry Floor \| + 23 s \| \| 7e \| Francisco Mancebo \| Espagne \| Illes Balears-Banesto \| + 39 s \| \| 8e \| Carlos García Quesada \| Espagne \| Comunidad Valenciana-Kelme \| + 47 s \| \| 9e \| Víctor Hugo Peña \| Colombie \| US Postal Service-Berry Floor \| + 47 s \| \| 10e \| Tyler Hamilton \| États-Unis \| Phonak Hearing Systems \| + 50 s \| |                       |            |                               |                  |
| |                       |            |                               |                  |
| |                       |            |                               |                  |
| Classement général |                       |            |                               |                  |
| Coureur | Coureur               | Pays       | Équipe                        | Temps            |
| 1er | Manuel Beltrán        | Espagne    | US Postal Service-Berry Floor | 18 h 47 min 16 s |
| 2e | Floyd Landis          | États-Unis | US Postal Service-Berry Floor | + 0 s            |
| 3e | Denis Menchov         | Russie     | Illes Balears-Banesto         | + 4 s            |
| 4e | Alejandro Valverde    | Espagne    | Comunidad Valenciana-Kelme    | + 9 s            |
| 5e | Cadel Evans           | Australie  | T-Mobile                      | + 16 s           |
| 6e | Benoît Joachim        | Luxembourg | US Postal Service-Berry Floor | + 23 s           |
| 7e | Francisco Mancebo     | Espagne    | Illes Balears-Banesto         | + 39 s           |
| 8e | Carlos García Quesada | Espagne    | Comunidad Valenciana-Kelme    | + 47 s           |
| 9e | Víctor Hugo Peña      | Colombie   | US Postal Service-Berry Floor | + 47 s           |
| 10e | Tyler Hamilton        | États-Unis | Phonak Hearing Systems        | + 50 s           |

## Classements annexes
| Classement par points | Classement par points | Classement par points | Classement par points           | Classement par points |
| Coureur               | Coureur               | Pays                  | Équipe                          | Points                |
| --------------------- | --------------------- | --------------------- | ------------------------------- | --------------------- |
| 1er                   | Stuart O'Grady        | Australie             | Cofidis-Le Crédit par Téléphone | 60 pts                |
| 2e                    | Erik Zabel            | Allemagne             | T-Mobile                        | 52 pts                |
| 3e                    | Alessandro Petacchi   | Italie                | Fassa Bortolo                   | 50 pts                |
| 4e                    | Óscar Freire          | Espagne               | Rabobank                        | 46 pts                |
| 5e                    | Alejandro Valverde    | Espagne               | Comunidad Valenciana-Kelme      | 43 pts                |

| Classement par points | Classement par points | Classement par points | Classement par points           | Classement par points |
| Coureur               | Coureur               | Pays                  | Équipe                          | Points                |
| --------------------- | --------------------- | --------------------- | ------------------------------- | --------------------- |
| 1er                   | Stuart O'Grady        | Australie             | Cofidis-Le Crédit par Téléphone | 60 pts                |
| 2e                    | Erik Zabel            | Allemagne             | T-Mobile                        | 52 pts                |
| 3e                    | Alessandro Petacchi   | Italie                | Fassa Bortolo                   | 50 pts                |
| 4e                    | Óscar Freire          | Espagne               | Rabobank                        | 46 pts                |
| 5e                    | Alejandro Valverde    | Espagne               | Comunidad Valenciana-Kelme      | 43 pts                |

| Classement de la montagne | Classement de la montagne | Classement de la montagne | Classement de la montagne     | Classement de la montagne |
| Coureur                   | Coureur                   | Pays                      | Équipe                        | Points                    |
| ------------------------- | ------------------------- | ------------------------- | ----------------------------- | ------------------------- |
| 1er                       | Juan Manuel Gárate        | Espagne                   | Lampre                        | 10 pts                    |
| 2e                        | Francisco Mancebo         | Espagne                   | Illes Balears-Banesto         | 7 pts                     |
| 3e                        | Floyd Landis              | États-Unis                | US Postal Service-Berry Floor | 6 pts                     |
| 4e                        | Denis Menchov             | Russie                    | Illes Balears-Banesto         | 6 pts                     |
| 5e                        | David Fernández Domingo   | Espagne                   | Costa de Almería-Paternina    | 6 pts                     |

| Classement de la montagne | Classement de la montagne | Classement de la montagne | Classement de la montagne     | Classement de la montagne |
| Coureur                   | Coureur                   | Pays                      | Équipe                        | Points                    |
| ------------------------- | ------------------------- | ------------------------- | ----------------------------- | ------------------------- |
| 1er                       | Juan Manuel Gárate        | Espagne                   | Lampre                        | 10 pts                    |
| 2e                        | Francisco Mancebo         | Espagne                   | Illes Balears-Banesto         | 7 pts                     |
| 3e                        | Floyd Landis              | États-Unis                | US Postal Service-Berry Floor | 6 pts                     |
| 4e                        | Denis Menchov             | Russie                    | Illes Balears-Banesto         | 6 pts                     |
| 5e                        | David Fernández Domingo   | Espagne                   | Costa de Almería-Paternina    | 6 pts                     |

| Classement du combiné | Classement du combiné | Classement du combiné | Classement du combiné         | Classement du combiné |
| Coureur               | Coureur               | Pays                  | Équipe                        | Points                |
| --------------------- | --------------------- | --------------------- | ----------------------------- | --------------------- |
| 1er                   | Floyd Landis          | États-Unis            | US Postal Service-Berry Floor | 13 pts                |
| 2e                    | Denis Menchov         | Russie                | Illes Balears-Banesto         | 13 pts                |
| 3e                    | Alejandro Valverde    | Espagne               | Comunidad Valenciana-Kelme    | 19 pts                |
| 5e                    | Francisco Mancebo     | Espagne               | Illes Balears-Banesto         | 24 pts                |

| Classement du combiné | Classement du combiné | Classement du combiné | Classement du combiné         | Classement du combiné |
| Coureur               | Coureur               | Pays                  | Équipe                        | Points                |
| --------------------- | --------------------- | --------------------- | ----------------------------- | --------------------- |
| 1er                   | Floyd Landis          | États-Unis            | US Postal Service-Berry Floor | 13 pts                |
| 2e                    | Denis Menchov         | Russie                | Illes Balears-Banesto         | 13 pts                |
| 3e                    | Alejandro Valverde    | Espagne               | Comunidad Valenciana-Kelme    | 19 pts                |
| 5e                    | Francisco Mancebo     | Espagne               | Illes Balears-Banesto         | 24 pts                |

| Classement par équipes | Classement par équipes        | Classement par équipes | Classement par équipes |
| Équipe                 | Équipe                        | Pays                   | Temps                  |
| ---------------------- | ----------------------------- | ---------------------- | ---------------------- |
| 1re                    | US Postal Service-Berry Floor | États-Unis             | 56 h 22 min 35 s       |
| 2e                     | T-Mobile                      | Allemagne              | + 1 min 50 s           |
| 3e                     | Comunidad Valenciana-Kelme    | Espagne                | + 2 min 08 s           |
| 4e                     | Illes Balears-Banesto         | Espagne                | + 2 min 09 s           |
| 5e                     | Phonak Hearing Systems        | Suisse                 | + 2 min 52 s           |

| Classement par équipes | Classement par équipes        | Classement par équipes | Classement par équipes |
| Équipe                 | Équipe                        | Pays                   | Temps                  |
| ---------------------- | ----------------------------- | ---------------------- | ---------------------- |
| 1re                    | US Postal Service-Berry Floor | États-Unis             | 56 h 22 min 35 s       |
| 2e                     | T-Mobile                      | Allemagne              | + 1 min 50 s           |
| 3e                     | Comunidad Valenciana-Kelme    | Espagne                | + 2 min 08 s           |
| 4e                     | Illes Balears-Banesto         | Espagne                | + 2 min 09 s           |
| 5e                     | Phonak Hearing Systems        | Suisse                 | + 2 min 52 s           |